# Partito Russo in Estonia
Il Partito Russo in Estonia (in estone: Vene Erakond Eestis - VEE; in russo Ру́сская па́ртия Эсто́нии?) è stato un partito politico estone fondato nel 1994 come successore dell'Unione Popolare Russa in Estonia (Vene Rahvuslik Liit Eestis), costituitasi nel 1920. Nel 2012 è confluito nel Partito Socialdemocratico.
Il partito perseguiva l'obiettivo di difendere i russi in Estonia.

## Risultati elettorali
| Elezione          | Voti   | %    | Seggi   |
| ----------------- | ------ | ---- | ------- |
| Parlamentari 1920 | 4.744  | 1,0  | 1 / 100 |
| Parlamentari 1929 | 12.797 | 2,5  | 2 / 100 |
| Parlamentari 1995 | 31.763 | 5,87 | 6 / 101 |
| Parlamentari 1999 | 9.825  | 2,03 | 0 / 101 |
| Parlamentari 2003 | 990    | 0,20 | 0 / 101 |
| Europee 2004      | 805    | 0,35 | 0 / 6   |
| Parlamentari 2007 | 1.084  | 0,20 | 0 / 101 |
| Europee 2009      | 1.267  | 0,32 | 0 / 6   |
| Parlamentari 2011 | 5.029  | 0,87 | 0 / 101 |
| 1.                |        |      |         |